# Pügeri järv
Pügeri järv är en sjö i Estland.   Den ligger i landskapet Valgamaa, i den södra delen av landet, 220 km söder om huvudstaden Tallinn. Pügeri järv ligger 71 meter över havet. I omgivningarna runt Pügeri järv växer i huvudsak blandskog.